# SAP Enterprise Portal
Das SAP Enterprise Portal ist die Unternehmensportal-Software der SAP SE. Bereits vor Oktober 2005 hieß das Produkt „SAP Enterprise Portal“, ab Oktober 2005 bis Ende Mai 2014 hieß es SAP NetWeaver Portal.
Das Portal nutzt als Basis den SAP Application Server (Java).
Funktionen sind u. a.:
- Single Sign-on (SSO)
- Personalisierung
- rollenbasierte Darstellung
- Anwendungsintegration wie zum Beispiel Manager Self Services (MSS) und Employee Self Services (ESS), mit denen es zum Beispiel möglich ist, in der Browseroberfläche (WebGUI) eigene Daten im Personalsystem einzusehen oder zu bearbeiten.

Außerdem stehen über das zusätzlich zu installierende Modul Knowledge Management & Collaboration (KMC) Funktionen wie Dokumentenmanagement, Teamräume, Realtime Collaboration (z. B. Chat, Application-Sharing) sowie die Integration diverser Groupware-Systeme zur Verfügung.
Mittels TREX wird ein Such- und Indexierungsservice integriert.
SAP setzt, was die Anwendungen innerhalb des Portals angeht, auf sogenannte iViews. Diese sind vergleichbar mit den aus anderen Portallösungen bekannten Portlets.
SAP Enterprise Portal 7.5 ist die aktuelle Version. Die Vorgänger heißen SAP Enterprise Portal 5.0 und 6.0 und SAP NetWeaver Portal 7.0.
Die Version 6.0 gab es in zwei Varianten, eine mit der Basis SAP Web Application Server (SAP Web AS) 6.20, die andere mit SAP Web AS 6.40. Für das EP 5.0 (SAP Web AS 6.10) sowie das EP 6.0 auf Basis SAP Web AS 6.20 lief zum 31. Dezember 2006 die Mainstream-Wartung aus. Dies betrifft nicht das Enterprise Portal 6.0 auf Basis SAP Web AS 6.40, das als Teil von SAP NetWeaver 2004 noch bis Ende März 2010 in der Mainstream-Wartung war. Die Wartung für das SAP Enterprise Portal läuft am 31. Dezember 2027 aus.

## Single Sign-on-Mechanismen
SAP stellt im Enterprise Portal 6.0 (Stand SPS16) unter anderem folgende Mechanismen zur Realisierung von SSO mit Backend-Systemen zur Verfügung:
- SAP Logon Ticket (erhält der Benutzer nach erfolgreicher Anmeldung am Portal / Web Application Server). Dieses Ticket wird in Form eines Cookies bereitgestellt. In diesem Cookie sind digital signiert die Benutzer- und Sitzungsdaten enthalten. Mit Implementierung des Portal-Schlüsselspeichers und des Entschlüsselungsverfahrens in andere Applikationen kann ein Single Sign On zwischen dem Portal und der Applikation hergestellt werden. Da dieses Verfahren auf Cookies basiert, sind die entsprechenden Restriktionen (z. B. Domänenbeschränkung) zu beachten – allerdings gibt es den Domain-Relax-Level, mit dessen Hilfe die Möglichkeiten auch domainübergreifend erweitert werden. SAP-Backendsysteme müssen das Portal-Zertifikat mittels der Transaktion STRUSTSSO2 im Client 000 importieren und der ACL im Zielmandanten zuordnen um SSO zu ermöglichen. Zahlreiche Parameter regeln das Verhalten bei der Anmeldung zum Beispiel bei initialem oder abgelaufenem Passwort.

- Übergabe von UID/Passwort (Mapping kann vom Benutzer selbst und/oder vom Administrator gepflegt werden)
- Java Authentication and Authorization Service (JAAS)
- SAML (Security Assertion Markup Language)

## Änderungen mit der Version 7.3/7.4
Änderungen ab Version 7.3 sind insbesondere eine veränderte Architektur des zugrunde liegende Web Application Server (JEE5) (in den ebenfalls auf JEE5 basierenden Versionen 7.1 & 7.2 stand nur das „Enterprise Portal Core“ zur Verfügung, also ein Portal ohne die Knowledge Management & Collaboration (KMC) Funktionen).